# Galeoides decadactylus
Galeoides
Genre
Espèce
Statut de conservation UICN

 NT  : Quasi menacé
Galeoides decadactylus, unique représentant du genre Galeoides, est une espèce de poissons marins et d'eau saumâtre de la famille des Polynemidae.

## Description
Galeoides decadactylus peut mesurer jusqu'à 50 cm mais sa taille habituelle est d'environ 30 cm.

## Répartition
Ce poisson se rencontre depuis les îles Canaries et le Maroc jusqu'en Angola et, de manière sporadique, en Algérie et en Namibie. Les données relatives à l'île Maurice sont très certainement erronées. Il est présent entre 10 et 70 m de profondeur.

## Systématique
Le nom valide complet (avec auteur) de ce taxon est Galeoides decadactylus (Bloch, 1795).
L'espèce a été initialement classée dans le genre Polynemus sous le protonyme Polynemus decadactylus Bloch, 1795.
Galeoides decadactylus a pour synonymes :
- Galeoides polydactylus (Vahl, 1798)
- Polynemus astrolabi Sauvage, 1881
- Polynemus decadactylus Bloch, 1795
- Polynemus enneadactylus Cuvier, 1829
- Polynemus polydactylus Vahl, 1798

### Publication originale
- (de) M. E. Bloch, Naturgeschichte der ausländischen Fische, Berlin, vol. 9, 1795, p. 1-192.